# Bộ luật Hammurabi

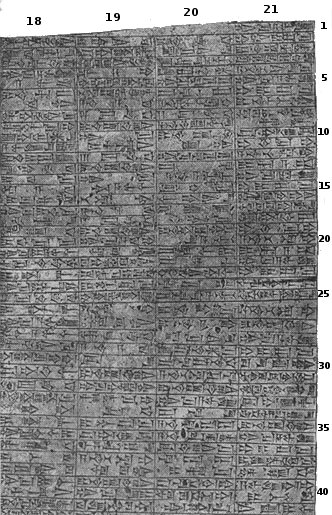
Văn bản khắc trên bia đá của bộ luật Hammurabi.

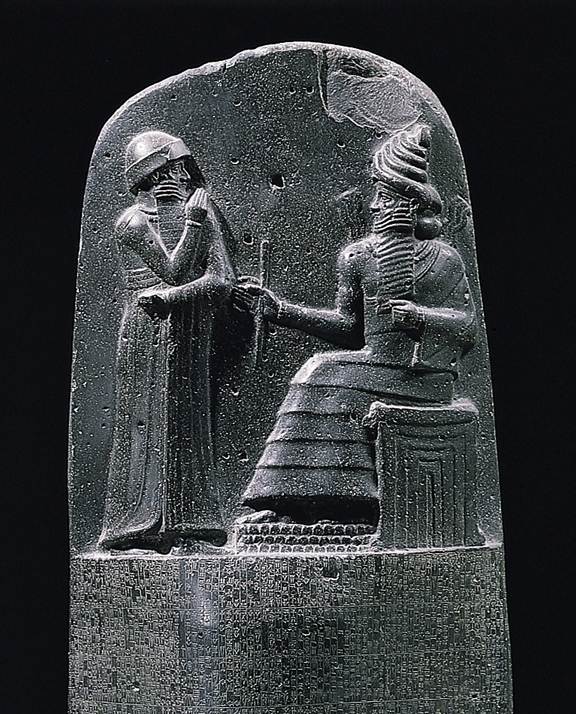
Phần trên của bia đá chứa bộ luật Hammurabi.

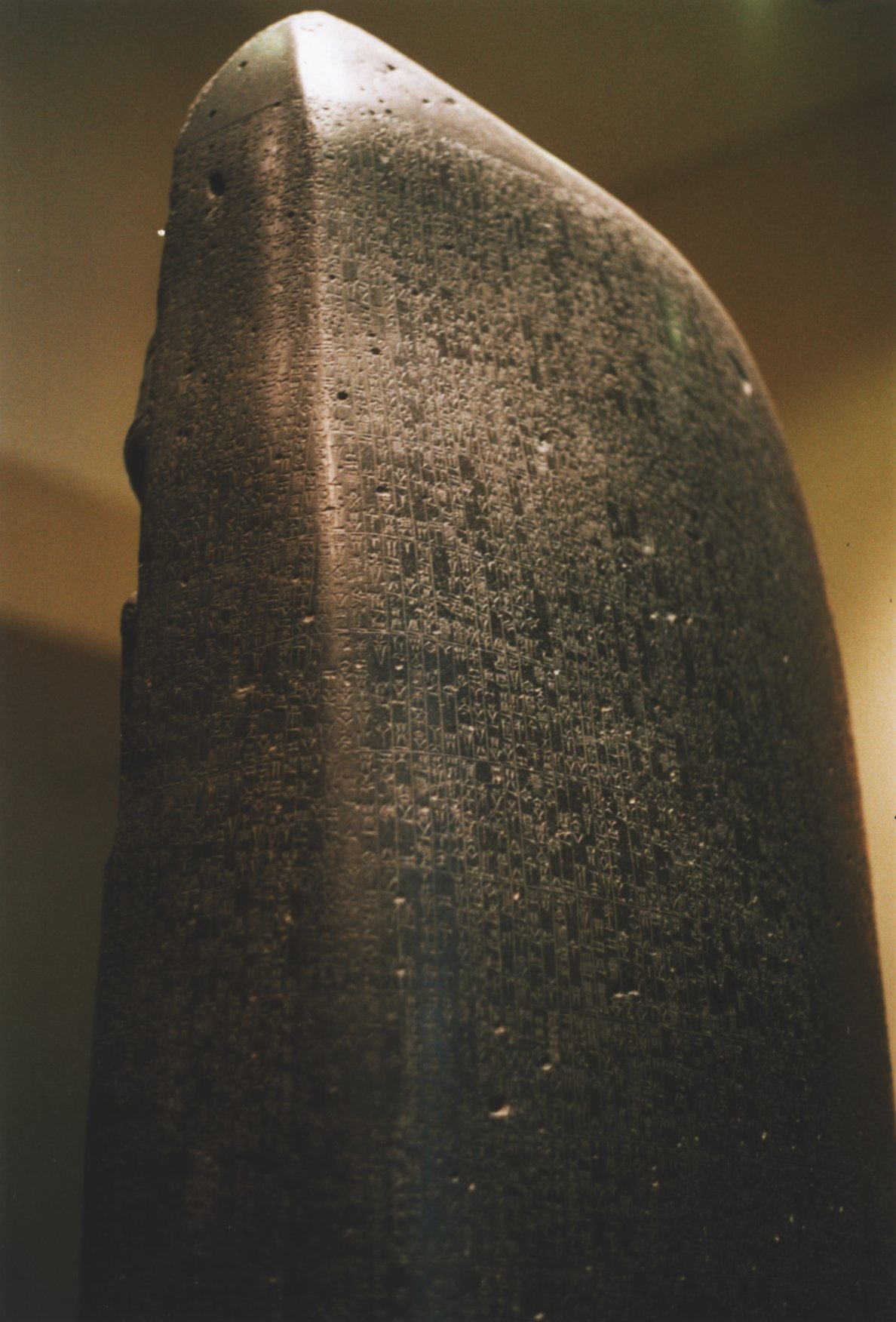
Mặt sau của bia đá.

Bộ luật Hammurabi (Codex Hammurabi) là văn bản luật cổ nhất còn được bảo tồn tốt, được tạo ra vào khoảng thập niên 1760 TCN ở Babylon cổ đại. Nó được vị vua thứ sáu của Babylon là Hammurabi ban hành. Chỉ còn một phần của bộ luật này tồn tại cho tới nay, được khắc trên một bia đá bazan cao khoảng 2,44 m (8 ft). Nguyên thủy, một lượng bia đá kiểu như vậy có thể đã được đặt trong các đền miếu tại một số nơi của đế quốc này
Bia đá chứa văn bản của bộ luật Hammurabi được nhà Ai Cập học là Gustave Jéquier, thành viên của đoàn thám hiểm do Jacques de Morgan chỉ huy, phát hiện tháng 12 năm 1901. Bia đá này được phát hiện tại khu vực ngày nay là tỉnh Khuzestan (tên gọi cổ đại là Elam) của Iran, nơi nó được vua Elam là Shutruk-Nahhunte chiếm giữ trong thế kỷ 12 TCN như là của cướp được. Hiện nay nó được đặt trong viện bảo tàng Louvre ở Paris. Phần trên của bia đá là hình chạm nổi thấp thượng đế của người Babylon (hoặc là Marduk hoặc là Shamash), với vua Babylon đang bệ kiến thượng đế và tay phải của ông đưa lên miệng như là dấu hiệu của lòng tôn kính. Văn bản của bộ luật chiếm phần dưới, được viết bằng văn tự hình nêm trong tiếng Babylon cổ. Văn bản được các nhà phiên dịch tách ra thành 282 luật, nhưng sự phân chia này là tùy hứng, do văn bản gốc không có các dấu hiệu phân chia.
Vua Hammurabi (trị vì khoảng 1796 TCN – 1750 TCN) tin tưởng rằng ông được các vị thần lựa chọn để đưa luật pháp tới thần dân Babylon thời đó. Trong lời nói đầu cho văn bản luật, ông tuyên bố rằng "Anu và Bel gọi Trẫm bằng tên, Hammurabi, vị Quốc vương cao quý, Người kính sợ Thượng đế, đem quy tắc về sự công bằng tới mặt đất.".
Bộ luật này thường được chỉ ra như là ví dụ sơ đẳng về việc ngay cả vua cũng không thể thay đổi các luật lệ nền tảng liên quan tới việc điều hành đất nước, dạng nguyên thủy của cái mà ngày nay được gọi là hiến pháp.
Bộ luật của vua Hammurabi nước Babylon là một trong vài bộ luật tại Cận Đông cổ đại. Các tập hợp sớm hơn về luật pháp có bộ luật của Ur-Nammu, vua xứ Ur (khoảng 2050 TCN), bộ luật Eshnunna (khoảng 1930 TCN) và bộ luật của Lipid-Ishtar, vua xứ Isin (khoảng 1870 TCN), trong khi các bộ luật ra đời muộn hơn có bộ luật Hittite, bộ luật Assyria, luật Moses và trụ Cyrus của vua Cyrus Đại đế nước Ba Tư. Các bộ luật này đến từ các nền văn hóa tương đồng trong một khu vực địa lý tương đối nhỏ và chúng có các đoạn văn bản tương tự như nhau.
Người Babylon và các láng giềng của họ đã phát triển hệ thống sớm nhất về kinh tế được ấn định trong văn bản luật, sử dụng đơn vị chuẩn đo lường các chủng loại hàng hóa khác nhau. Các văn bản luật từ Sumer có thể được coi là các công thức kinh tế dạng văn bản đầu tiên, và có nhiều thuộc tính vẫn còn được sử dụng trong hệ thống giá ngày nay... chẳng hạn như các lượng pháp điển hóa của tiền cho các giao dịch kinh doanh (lãi suất), các loại mức phạt bằng tiền vì 'điều phạm pháp', các quy tắc thừa kế, các luật liên quan tới việc tài sản tư nhân được đánh thuế hay phân chia như thế nào v.v. Bộ luật không quy định cơ hội để diễn giải hay biện hộ, mặc dù nó ngụ ý quyền của một người trong việc trưng ra chứng cứ. Để có tổng quan về bộ luật, xem thêm bài luật Babylon.

## Chi tiết
- Về kĩ thuật lập pháp, tuy không phân chia thành các ngành luật nhưng bộ luật cũng được chia thành nhóm các điều khoản có nội dung khác nhau. Phạm vi điều chỉnh của bộ luật là những quan hệ xã hội rộng, bao quát lên toàn bộ hoạt động của đời sống xã hội như hôn nhân gia đình, ruộng đất, thừa kế tài sản, hợp đồng dân sự, hình sự, tố tụng...
- Về mức độ điều chỉnh: Mức độ điều chỉnh pháp luật phụ thuộc vào tính chất của các loại quan hệ xã hội cần được điều chỉnh bằng pháp luật, các yếu tố chủ quan của nhà làm luật. Thông thường người ta phân biệt thành hai mức độ điều chỉnh pháp luật: cụ thể – chi tiết và khái quát hoá cao. Bộ luật về cơ bản áp dụng mức độ điều chỉnh cụ thể, chi tiết.
- Về mặt hình thức pháp lý, đây là một bộ luật tổng hợp được xây dựng dưới dạng luật hình, bao gồm các qui phạm pháp luật điều chỉnh nhiều lĩnh vực và đều có chế tài. Phần nội dung, bộ luật tập trung điều chỉnh bốn lĩnh vực chủ yếu đó là dân sự, hình sự, hôn nhân gia đình và tố tụng, tuy vậy không có sự tách rời giữa các lĩnh vực. Các qui phạm của Bộ luật Hammurabi cũng giống như các bộ luật khác ở Phương Đông thời kỳ cổ đại là mang tính hàm hỗn, các điều luật đều kèm theo chế tài.

## Về dân sự
Những điểm tiến bộ, đặc sắc nhất của Bộ luật này chính là các quy định về dân sự. Bộ luật đã đặc biệt chú ý điều chỉnh quan hệ hợp đồng, vì đây là quan hệ phổ biến ở xã hội Lưỡng Hà cổ đại, có nhiều quy định không những tiến bộ về nội dung, mà còn chặt chẽ về kĩ thuật lập pháp.
Về chế định hợp đồng, Luật quy định ba điều kiện bắt buộc đối với hợp đồng mua bán:
- Thứ nhất, người bán phải là chủ thực sự,
- Thứ hai, tài sản phải có giá trị sử dụng,
- Thứ ba, phải có người làm chứng.

Bộ luật cũng quy định các điều khoản lĩnh canh ruộng đất. Đối với ruộng, người lĩnh canh nhận mỗi mùa từ 1/3 - 1/2 số sản phẩm thu hoạch. Đối với vườn được nhận 2/3 số sản phẩm thu hoạch.
Điểm tiến bộ hơn nữa là luật đã quy định mức lãi suất đối với hợp đồng vay nợ. Cụ thể luật quy định mức lãi suất đối với tiền là 1/5, vay thóc là 1/3.
Về chế định thừa kế tài sản, Luật Hammurabi phân làm hai loại thừa kế: thừa kế theo pháp luật và thừa kế theo di chúc.
Thừa kế theo pháp luật: Nếu người cho thừa kế không để lại di chúc thì tài sản được chuyển đến cho những người có quyền đối với tài sản đó theo luật định. Thời gian đầu tài sản tập trung ở dòng họ và dần dần được chuyển về gia đình có quyền thừa kế và thành tài sản chung của gia đình. Đó là cách thừa kế theo pháp luật.
Thừa kế theo di chúc: Bộ luật đã hạn chế quyền tự do của người viết di chúc như quy định người cha không được tước quyền thừa kế của con trai nếu người con mới phạm lỗi lần đầu và lỗi không nghiêm trọng. Con trai, con gái đều được hưởng quyền thừa kế ngang nhau.

## Về lĩnh vực hôn nhân và gia đình
Theo xu hướng củng cố địa vị của người chồng, người cha nên trách nhiệm và nghĩa vụ thuộc về người vợ và con cái. Nếu không có con, người chồng có quyền ly dị, bán vợ hoặc lấy vợ lẽ. Nếu bắt được vợ ngoại tình thì chồng có quyền trói vợ và nhân tình của vợ ném xuống sông cho chết. Ngược lại nếu vợ bắt được chồng ngoại tình, chỉ có quyền ly dị mà thôi.
Điểm tiến bộ là đã có quy định kết hôn phải có giấy tờ, ở mức độ nào đó có quy định bảo vệ người phụ nữ (người vợ có quyền ly hôn khi người chồng đi khỏi nhà không có lý do, chồng có quan hệ ngoại tình hay vu cáo vợ ngoại tình). Có một quy định rất nhân đạo nếu đặt trong hoàn cảnh lúc bấy giờ là: "Người chồng không được bỏ vợ khi biết người vợ mắc bệnh phong hủi."

## Về hình sự
Lĩnh vực Hình sự là lĩnh vực thể hiện rõ nhất tính giai cấp và sự bất bình đẳng. Tàn dư của xã hội nguyên thủy rất rõ là nguyên tắc trả thù ngang bằng, thậm chí còn cho phép trừng trị cả những người không liên quan đến tội phạm. Nguyên tắc này chỉ căn cứ vào hậu quả xảy ra trên thực tế để áp dụng trách nhiệm pháp lý, chứ không xét trên phương diện mức độ lỗi và chủ thể thực hiện hành vi vi phạm. Thí dụ, Điều 38 quy định: " Nếu thợ xây nhà mà xây không đảm bảo, nhà đổ, chủ nhà chết thì người thợ xây bị giết." hoặc Điều 39: "Nếu nhà đổ, con của người chủ nhà chết thì con của người thợ xây cũng phải chết ".
Bằng phương pháp thống kê cho thấy trong Luật Hammurabi có nhắc tới 32 trường hợp xử tử hình. Thường là các hình phạt rất khắc nghiệt như dìm, đóng đinh, chém v.v…Tính chất tương xứng trong trách nhiệm pháp lý nhấn mạnh nhiều đến tính trừng trị đối nhân hoặc đối vật, mà chưa tính đến tính giáo dục, hay tạo điều kiện để người vi phạm hoàn lương. Bên cạnh đó, Bộ luật còn nêu ra trách nhiệm tập thể của các thành viên công xã đối với nhà nước; quy định về trừng phạt kẻ giúp nô lệ chạy trốn, trừng phạt những kẻ xâm phạm quyền sở hữu của nhà vua, chủ nô; Trừng phạt người quản gia làm thất thoát tài sản của chủ bị ném cho dã thú xé xác; Lấy cắp gia cầm hoặc các đồ dùng khác của chủ sẽ bị phạt từ 10 đến 30 lần giá trị thứ lấy cắp. Nếu không nộp được phạt, kẻ lấy cắp sẽ bị giết.
Điểm tiến bộ trong lĩnh vực hình sự là luật đã manh nha phân biệt phạm tội vô ý và phạm tội cố ý. Ví dụ luật ghi trong khi ẩu đả làm chết người, nếu kẻ làm chết người chứng minh được rằng không cố ý giết người thì sẽ không bị tử hình, chỉ bị phạt tiền.

## Về tố tụng
Tố tụng là thủ tục giải quyết các vụ án. Bộ luật đã có nhiều quy định về thủ tục bắt giữ, giam cầm, quy định những nguyên tắc khi xét xử như xét xử phải công khai, phải coi trọng chứng cứ, phán quyết phải được thi hành nghiêm minh...
Có hai quy định rất đặc thù về tố tụng của Bộ luật này:
- Thứ nhất quy định về trách nhiệm của thẩm phán: "Nếu thẩm phán xử một vụ kiện mà ra phán quyết bằng văn bản, nếu sau đó phát hiện lỗi trong văn bản là do lỗi của thẩm phán, thẩm phán sẽ phải trả 12 lần giá trị tiền phạt mà ông ta đã yêu cầu bồi thường trong vụ kiện, đồng thời ông ta sẽ bị buộc phải rời khỏi ghế thẩm phán vĩnh viễn và không bao giờ có thể trở thành thẩm phán lần nữa". Quy định về trách nhiệm của thẩm phán trong việc xét xử như quy định trên trong một xã hội thể hiện tính giai cấp sâu sắc quả thật là một sự tiến bộ. Qua đó cho thấy, thời kỳ này rất coi trọng công tác xét xử, rất coi trọng trách nhiệm xét xử công bằng của thẩm phán. Sử sách đã ca ngợi rằng ở Lưỡng Hà cổ đại, tinh thần thượng tôn luật pháp và thói quen cầu viện công lý đã ăn sâu vào tác phong sinh hoạt của người dân nơi đây.
- Thứ hai về hình thức xét xử: Nếu một người kiện một người khác, bị đơn sẽ phải đi đến một dòng sông và nhảy xuống, nếu anh ta chìm, bị dòng nước cuốn đi, nguyên đơn sẽ sở hữu nhà của bị đơn. Nhưng ngược lại, nếu dòng sông chứng minh rằng bị đơn là không có tội, tức là anh ta còn sống sót, thì nguyên đơn sẽ bị giết chết, và bị đơn sẽ sở hữu nhà của nguyên đơn".

## Kết luận
Hammurabi khẳng định lại mục đích của Bộ luật và tuyên bố sẽ trừng phạt bất cứ ai vi phạm Bộ luật này: "Để cho kẻ mạnh không hà hiếp kẻ yếu; để cho những người cô quả có thể nương tựa ở thành Babylon…; để cho sự tuyên án trong nước tiện việc quyết định; để cho những kẻ thiệt thòi được trình bày lẽ phải... Nếu kẻ nào thi hành triệt để bộ luật này thì sẽ được các thần phù hộ, trái lại nếu người nào không nghiêm chỉnh thi hành hoặc sửa đổi bộ luật thì sẽ bị thần linh trừng phạt".
Bộ luật Hammurabi là Bộ luật thành văn cổ nhất trên thế giới được tìm thấy, là một trong những thành tựu có giá trị bậc nhất của lịch sử văn minh cổ đại. Giá trị của Bộ luật này cho đến nay vẫn tiếp tục được nhiều nhà khoa học tập trung nghiên cứu, khai thác và kế thừa. Bộ luật đã xây dựng rất công phu, điều chỉnh và phản ánh một cách sinh động các hoạt động kinh tế, chính trị, văn hoá xã hội của vương quốc Babylon. Bộ luật không chỉ có giá trị về nghiên cứu pháp lý mà còn là nguồn cứ liệu lịch sử phong phú, quý giá để nghịên cứu nền văn hoá Babylon - Lưỡng Hà cổ đại.